# František Krásný

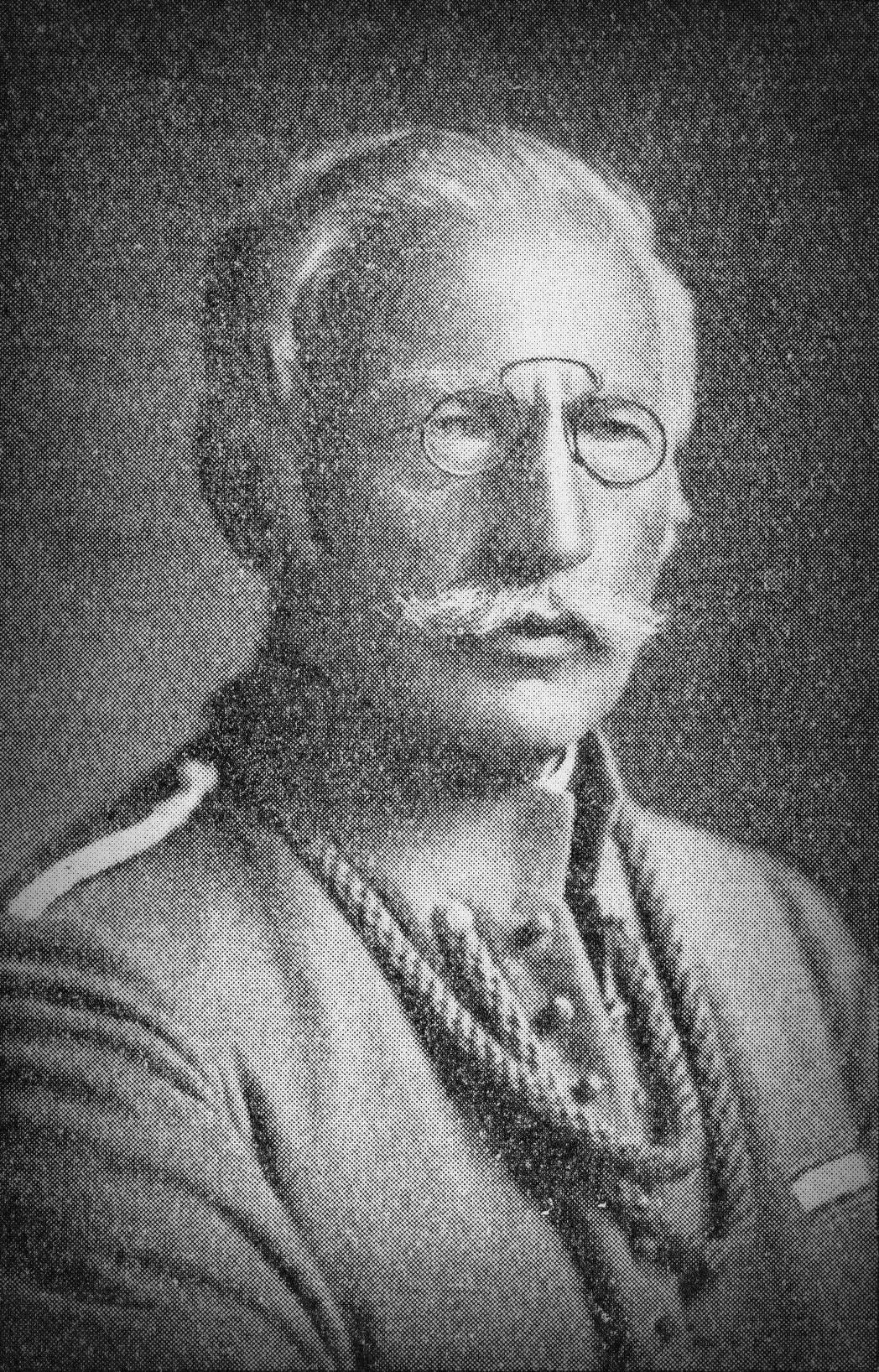
Eduard Sochor (1895)

František Krásný (auch Franz Krasny) (* 6. Juli 1865 in Koterov; † 14. Juni 1947 in Marienbad) war ein tschechischer Architekt und Baumeister, der in Wien und Prag wirkte.

## Leben
Franz Krasny wurde 1865 als Sohn der Landwirtsfamilie Jakub und Katharina Krásný im Dorf Koterov in Westböhmen geboren, jetzt ein Ortsteil von Pilsen. Er besuchte zunächst die Staatsgewerbeschule in Pilsen, absolvierte dann einige Praxisjahre bei Wiener Architekten und studierte anschließend an der Wiener Akademie der bildenden Künste bei Carl von Hasenauer (1833–1894) und Otto Wagner (1841–1918). Im Jahr 1893 eröffnete er sein eigenes Architekturbüro und war dann bis 1920 als Architekt und Baumeister in Wien tätig. Er war dabei einer der ersten, die Bauten im Jugendstil ausführten. Neben den Bauten von Friedrich Ohmann (1858–1927) und Osvald Polívka (1859–1931) zählen seine Wohn- und Geschäftshäuser in Pilsen zu den frühesten Jugendstilhäusern in den  böhmischen Ländern, die von zahlreichen Zeitgenossen aber auch kritisch gesehen wurden.
Im Jahr 1897 beteiligte er sich gemeinsam mit  Josef Hoffmann (1870–1956) mit einem Entwurf an der Ausschreibung zum Neubau des Theaters in Pilsen.
Ab der Jahrhundertwende entwarf Krasny eine Reihe von Villen und Einfamilienhäusern in Wien-Hietzing und wurde 1903 zum Stadtbaurat in Wien-Mariahilf ernannt. In dieser Zeit war er auch für die tschechische Minderheit in Wien tätig.
Zahlreiche Wettbewerbsentwürfe und Pläne von Krasny wurden in Architekturzeitschriften der damaligen Zeit veröffentlicht. Zeitweilig war er auch als Innenarchitekt an der Gestaltung von Innenräumen beteiligt.
Nach dem  Ersten Weltkrieg im Jahr 1920 verlegte er seinen Wohnsitz nach Prag, wo er u. a. auch als leitender Mitarbeiter der Bauabteilung der national geprägten  Vereinigung „Sokol“ tätig war und für diesen Verein als „Chefarchitekt“ etwa 150 Sokol-Häuser (mit Turnhallen) entworfen hat.
In dieser Zeit entstanden auch zahlreiche Entwürfe für Wohnhäuser, Villen und Bankgebäuden, insbesondere in Prag. Trotz seiner eher konservativen Haltung kann Franz Krasny zu den Vorläufern der jüngeren Architekten gezählt werden, die sich für das Bauen im Stil der  Moderne (in Tschechien auch als Funktionalismus bezeichnet) einsetzten.
Franz Krasny starb 1947 in Marienbad (Mariánské Lázne). Die Einwohner von Koterov haben 2015 im örtlichen Sokol-Haus (auch Kleines Tyrš-Haus genannt) eine „Gedenkstätte zur Erinnerung an František Krásný, den Erbauer des Koterover Sokol“ eingeweiht.

## Werke (Auswahl)
Franz Krasny hat von 1895 bis 1940 zahlreiche Wohn- und Geschäftsbauten, öffentliche Bauten sowie Industrie- und Gewerbebauten entworfen und gebaut, aber auch Umbauten ausgeführt.
| Foto |                 | Baujahr   | Name                                                                       | Standort                                                              | Beschreibung | Metadaten                                                                     |
| ---- | --------------- | --------- | -------------------------------------------------------------------------- | --------------------------------------------------------------------- | --- | ----------------------------------------------------------------------------- |
| BW   | Datei hochladen | 1895/96   | Knaben- und Mädchen-Volks- und Bürgerschule, Herman-Mestec                 | Heřmanův Městec, nám. Míru Standort                                   | Wettbewerb 1894; 1. Preis, zusammen mit Ottokar Böhm Anmerkung: | P84(Architekt): P131(Ort):                                                    |
| ja   | Datei hochladen | 1896/97   | Haus zum Goldenen Fässchen Pilsen                                          | Pilsen (Plzeň), Bedřicha Smetany 167/2 Standort                       | Haus der Fordermayerschen Erben in Pilsen, Reichsgasse / Schulgasse. Besitzer war Augustin Fodermayer (1829–1906). Durch Umbau in den 1930er Jahren ist die ursprüngliche Fassade des Hauses nicht erhalten, geblieben sind die Gesamtgestaltung des Hauses sowie das Treppenhauses, die Innenräume und die Skulptur von Jaroslav Maixner (1870–1904). Anmerkung: | P84(Architekt): P131(Ort):                                                    |
| ja   | Datei hochladen | 1897/98   | Utler-Haus Pilsen · Wikidata                                               | Pilsen (Plzeň), Bedřicha Smetany 140/3 Standort                       | Wohn- und Geschäftshaus von Josef Utler in geschlossener Bebauung, erbaut vom Baumeister František Kotek nach dem Entwurf von František Krásný. Das Utler-Haus ist ein Beispiel des frühen Jugendstils in Pilsen und das einzige Bauwerk des Architekten Krásný in Pilsen, das bis heute in seinem ursprünglichen Zustand erhalten geblieben ist. Dreigeschossiger Bau mit eleganter Jugendstildekoration aus einfachen, geometrischen Dekoren an der Fassade und schlichter Innenausstattung im Jugendstil. Anmerkung: ÚSKP-Nr. 44255/4-4706 | P84(Architekt): P131(Ort):Pilsen Region-ISO:CZ-32                             |
| ja   | Datei hochladen | 1897/98   | Wohn- und Geschäftshaus von Čeňek Kříž · Wikidata                          | Pilsen (Plzeň), Bedřicha Smetany 166/4 Standort                       | Stadthaus mit Jugendstil-Fassade. Wohngebäude mit Geschäften im Erdgeschoss, entworfen vom Wiener Architekten František Krásný, ein dreigeschossiger Bau in geschlossener Bebauung mit verputzter, schmaler dreiachsiger Front und wertvoller Jugendstilfassade. Anmerkung: ÚSKP-Nr. 44264/4-4715 | P84(Architekt): P131(Ort):Pilsen Region-ISO:CZ-32                             |
| ja   | Datei hochladen | 1897/98   | Villa Marie (Kestřánkova vila) · Wikidata                                  | Pilsen (Plzeň), Karlovarská 451/70, Boženy Němcové 451/8 Standort     | Villa von František Krásný und Emanuel Klotz, errichtet für den Pilsner Braumeister Karel Kestřánek, mit der Skulptur eines Dudelsackspielers von Jaroslav Maixner. Anmerkung: ÚSKP-Nr. 11894/4-4678 | P84(Architekt): P131(Ort):Severní Předměstí Region-ISO:CZ-32                  |
| BW   | Datei hochladen | 1899–1900 | Villa Neue-Welt-Gasse                                                      | Wien-Hietzing, Neue-Welt-Gasse 11 Standort                            | Anmerkung: | P84(Architekt):František Krásný P131(Ort):Wien Region-ISO:AT-9                |
| BW   | Datei hochladen | 1900      | Wohn- und Geschäftshaus Riegrova                                           | Pilsen (Plzeň), Riegrova 218/13 Standort                              | Anmerkung: | P84(Architekt): P131(Ort):                                                    |
| BW   | Datei hochladen | 1900/01   | Villa Titlgasse                                                            | Wien-Hietzing, Titlgasse 18 Standort                                  | Anmerkung: | P84(Architekt):František Krásný P131(Ort):Wien Region-ISO:AT-9                |
| ja   | Datei hochladen | 1901      | Wohnhaus · Wikidata                                                        | Prager Neustadt, Dittrichova 21 Standort                              | | P84(Architekt):František Krásný, Jan Jarolím P131(Ort):Prag Region-ISO:CZ-10  |
| ja   | Datei hochladen | 1901      | Haus Weidmann HERIS-ID: 63078 Objekt-ID: 75687                             | Wien-Hietzing, Hietzinger Hauptstraße 6 Standort                      | Umbau der „Villa Weidmann“ mit Josef Plecnik (1872–1957) Anmerkung: Denkmalliste Nr. 75687 | P84(Architekt): P131(Ort):Hietzing Region-ISO:AT-9                            |
| BW   | Datei hochladen | 1902      | Mietshaus                                                                  | Wien-Döbling, Grinzinger Straße 93 Standort                           | Anmerkung: | P84(Architekt):František Krásný P131(Ort):Wien Region-ISO:AT-9                |
| ja   | Datei hochladen | 1904      | Villa Beckgasse                                                            | Wien-Hietzing, Beckgasse 38 Standort                                  | Anmerkung: | P84(Architekt):František Krásný P131(Ort):Wien Region-ISO:AT-9                |
| BW   | Datei hochladen | 1904/05   | Villa Stadlergasse                                                         | Wien-Hietzing, Stadlergasse 25 Standort                               | Anmerkung: | P84(Architekt):František Krásný P131(Ort):Wien Region-ISO:AT-9                |
| ja   | Datei hochladen | 1906/07   | Wohnhaus                                                                   | Wien-Hietzing, Münichreiterstraße 37 / Beckgasse 36 Standort          | Anmerkung: | P84(Architekt):František Krásný P131(Ort):Wien Region-ISO:AT-9                |
| BW   | Datei hochladen | 1908/09   | Villa Stadlergasse                                                         | Wien-Hietzing, Stadlergasse 17 Standort                               | Anmerkung: | P84(Architekt):František Krásný P131(Ort):Wien Region-ISO:AT-9                |
| BW   | Datei hochladen | 1909      | Villa                                                                      | Wien-Hietzing, Stadlergasse 21 Standort                               | vermutlich das Wohnhaus von Franz Krasny, abgebrochen Anmerkung: | P84(Architekt):František Krásný P131(Ort):Wien Region-ISO:AT-9                |
| BW   | Datei hochladen | um 1910   | Villa                                                                      | Wien-Hietzing, Stadlergasse 27 Standort                               | Anmerkung: | P84(Architekt):František Krásný P131(Ort):Wien Region-ISO:AT-9                |
| BW   | Datei hochladen | 1910      | Villa                                                                      | Wien-Hietzing, Titlgasse 16 Standort                                  | Anmerkung: | P84(Architekt):František Krásný P131(Ort):Wien Region-ISO:AT-9                |
| BW   | Datei hochladen | 1910      | Wagen-Karosserie und Automobilfabrik AG                                    | Wien-Döbling, Muthgasse 36–38 / Mooslackengasse Standort              | Wagen-Karosserie und Automobilfabrik AG, vorm. A. Weiser & Sohn. Anmerkung: | P84(Architekt): P131(Ort):                                                    |
| BW   | Datei hochladen | 1910/11   | Doppelvilla                                                                | Wien-Hietzing, Hummelgasse 22–24 Standort                             | Anmerkung: | P84(Architekt): P131(Ort):                                                    |
| ja   | Datei hochladen | 1912      | Villa St.-Veit-Gasse                                                       | Wien-Hietzing, Sankt-Veit-Gasse 2 Standort                            | Anmerkung: | P84(Architekt): P131(Ort):                                                    |
| ja   | Datei hochladen | 1914–1917 | Gebäude der ehem. Zivnostenská banka Prag HERIS-ID: 29854 Objekt-ID: 26518 | Wien 1, Herrengasse 12 Standort                                       | Wohn- und Geschäftshaus, ehem. Zivnostenská banka, jetzt Hotel Radisson Blu Style Anmerkung: Denkmalliste Nr. 26518 | P84(Architekt):František Krásný P131(Ort):Innere Stadt Region-ISO:AT-9        |
| ja   | Datei hochladen | 1920–1923 | Bankgebäude in Laibach                                                     | Ljubljana, Slovenska cesta 35–37 Standort                             | urspr. Verwaltungsgebäude der Ljubljanska Kreditna Banka (LKB), jetzt Banka Slovenije Anmerkung: | P84(Architekt): P131(Ort):                                                    |
| ja   | Datei hochladen | 1920/21   | Bankovní dům Slavia (Dům Československých odborů) · Wikidata               | Prager Neustadt, Senovážné náměstí 23, ehem. Heuwaagsplatz Standort   | 1920/21 Umbau des urspr. neoklassizistischen Wohn- und Geschäftshauses von 1872/73 in der Prager Neustadt, 1928/29 Umbau des Hauses in kubistischer Form, jetzt Haus der tschechoslowakischen Gewerkschaften Anmerkung: | P84(Architekt):František Krásný P131(Ort):Prager Neustadt Region-ISO:CZ-10    |
| ja   | Datei hochladen | 1922–1926 | Sokol-Haus Prag · Wikidata                                                 | Prager Kleinseite, Újezd 450/40 Standort                              | Umbau des ehem. Renaissance-Sommerpalais Michna (Michnův letohrádek) zum Sokol-Haus Prag (Tyršův dům) Anmerkung: ÚSKP-Nr. 39480/1-836 | P84(Architekt):František Krásný P131(Ort):Prag 1 Region-ISO:CZ-10             |
| ja   | Datei hochladen | 1923–1925 | Sokol-Haus in Litomyšl · Wikidata                                          | Litomyšl, Moravská 628 Standort                                       | Anmerkung: ÚSKP-Nr. 33843/6-4930 | P84(Architekt):František Krásný P131(Ort):Litomyšl-Město Region-ISO:CZ-53     |
| ja   | Datei hochladen | 1926/27   | Sokol-Haus in Poděbrady · Wikidata                                         | Poděbrady, Tyršova 26/9 Standort                                      | Anmerkung: | P84(Architekt): P131(Ort):Poděbrady III Region-ISO:CZ-20                      |
| ja   | Datei hochladen | 1927      | Sokol-Haus in Nový Knín · Wikidata                                         | Nový Knín, Tyršova 236 Standort                                       | Anmerkung: | P84(Architekt):František Krásný P131(Ort):Nový Knín Region-ISO:CZ-20          |
| BW   | Datei hochladen | 1927–1929 | Ehem. SIA-Haus Prag                                                        | Prager Altstadt, Náměstí Curieových 100/1 Standort                    | Gebäude der Architekten- und Ingenieurvereinigung (SIA = Spolek inženýrů a architektů) in Prag, abgerissen, jetzt Neubau Hotel President Anmerkung: | P84(Architekt): P131(Ort):                                                    |
| BW   | Datei hochladen | 1928      | Bürgersparkasse Pilsen                                                     | Pilsen (Plzeň), Kopeckého sady 9/5, Goethova 9/2 Standort             | Bürgersparkasse (Budova Občanské záložny) | P84(Architekt): P131(Ort):                                                    |
| BW   | Datei hochladen | 1928–1930 | Sokol-Haus in Nové Město nad Metují · Wikidata                             | Nové Město nad Metují, Tyršovo náměstí 365, Přibyslavská 365 Standort | Anmerkung: | P84(Architekt):František Krásný P131(Ort):Q56412957 Region-ISO:CZ-52          |
| ja   | Datei hochladen | 1929      | Sokol-Haus in Koterov · Wikidata                                           | Pilsen (Plzeň), Koterov, Koterovská náves 71/7 Standort               | Umbau des Hauses zur Sokol-Haus in Pilsen-Koterov Anmerkung: ÚSKP-Nr. 100144 | P84(Architekt): P131(Ort):Koterov Region-ISO:CZ-32                            |
| BW   | Datei hochladen | 1929      | Sokol-Haus in České Meziříčí                                               | České Meziříčí, Sokolská 355 Standort                                 | Anmerkung: | P84(Architekt): P131(Ort):                                                    |
| ja   | Datei hochladen | 1929      | Sokol-Haus in Přeštice · Wikidata                                          | Přeštice, Poděbradova 468 Standort                                    | | P84(Architekt): P131(Ort):Přeštice Region-ISO:CZ-32                           |
| BW   | Datei hochladen | 1929      | Sokol-Haus in Kuřim · Wikidata                                             | Kuřim, Tyršova 480/54 Standort                                        | | P84(Architekt): P131(Ort):                                                    |
| ja   | Datei hochladen | 1933      | Palác Platýz Prag · Wikidata                                               | Prager Altstadt, Národní 416/37 Standort                              | Umbau des Palác Platýz Anmerkung: | P84(Architekt):Heinrich Hausknecht P131(Ort):Prager Altstadt Region-ISO:CZ-10 |
| ja   | Datei hochladen | 1933–1935 | Bankgebäude in Prag · Wikidata                                             | Prager Neustadt, Jeruzalemska 3 Standort                              | ehem. Bank Slavia Anmerkung: | P84(Architekt):František Krásný P131(Ort):Prager Neustadt Region-ISO:CZ-10    |
| ja   | Datei hochladen | 1940      | Haus Zu Den zwei Katzen · Wikidata                                         | Prager Altstadt, Uhelný trh 415/10 Standort                           | Haus Zu Den zwei Katzen; urspr. ein gotisches Gebäude, das später im Renaissance-, Barock- und im klassizistischen Stil umbaut wurde, weitere Umgestaltung nach Plänen des Architekten František Krásný im Jahr 1940. | P84(Architekt): P131(Ort):Prager Altstadt Region-ISO:CZ-10                    |